# إيرين اندروز
إيرين اندروز (بالإنجليزية: Erin Andrews) هي معلقة رياضية وصحفية أمريكية، ولدت في 4 مايو 1978 في لويستون في الولايات المتحدة.

## وصلات خارجية
- الموقع الرسمي
- إيرين اندروز على موقع IMDb (الإنجليزية)
- إيرين اندروز على موقع أول موفي (الإنجليزية)
- إيرين اندروز على موقع قاعدة بيانات الفيلم (الإنجليزية)
- إيرين اندروز على موقع كينوبويسك (الروسية)